# Viscontea di Baratonia
La Viscontea di Baratonia fu una signoria risalente all'XI secolo, i cui possedimenti spaziavano dal nucleo principale in Val Ceronda e nelle Valli di Lanzo fino alla pianura torinese e la bassa Val di Susa in Piemonte. Prende il nome da Baratonia, fino al 1870 comune autonomo ed oggi frazione di Varisella.

## Storia

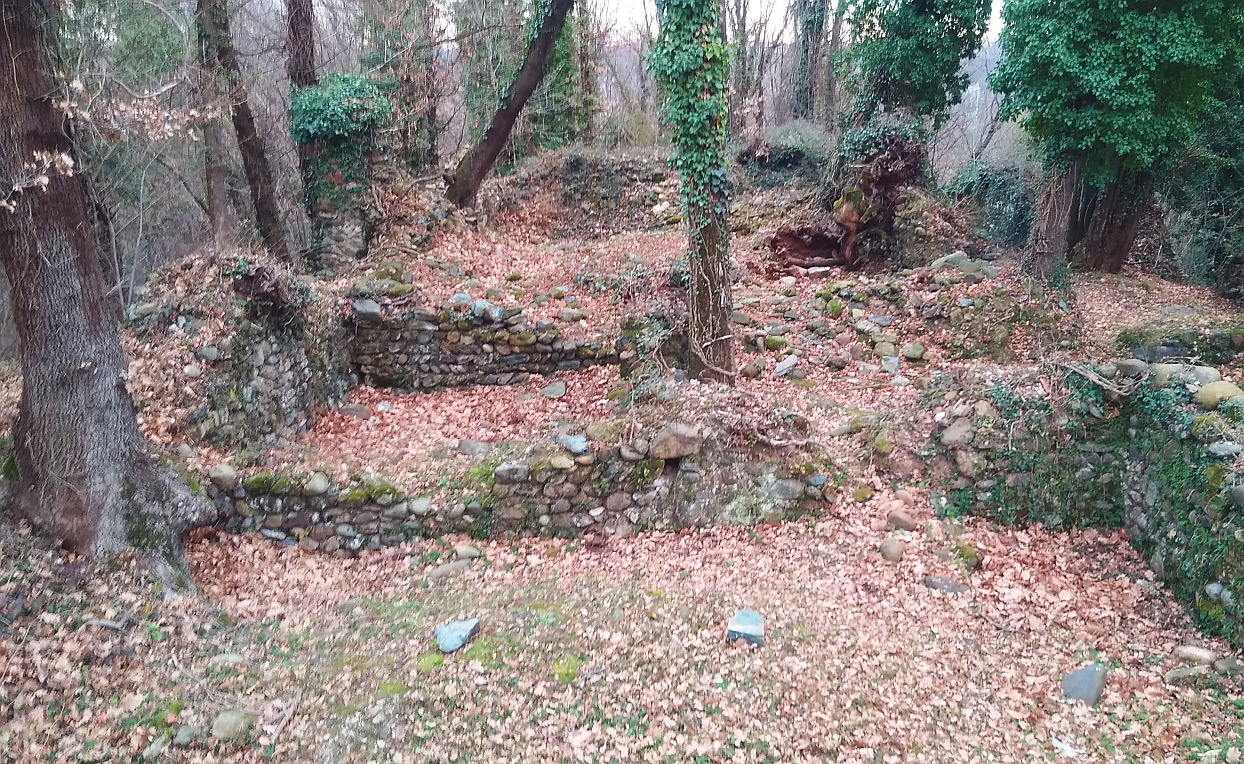
I ruderi del castello di Baratonia

Il capostipite Vitelmo Bruno fu un alto funzionario della Marca di Torino, ove assunse il ruolo di vice conte (da cui il termine"visconte"); ebbe grande influenza presso Adelaide di Susa e nella metà dell'XI secolo iniziò a costituire una vera e propria signoria partendo dai possedimenti di famiglia. Nel 1075 appare per la prima volta citato in un documento come "vicecomes de Barratonia". I suoi figli rafforzarono ulteriormente i possedimenti e mantennero il titolo di prestigio che, svuotato delle valenze giurisdizionali, divenne legittimazione del loro dominio signorile.

Nel corso del XIII secolo i Baratonia si allearono ai Marchesi di Monferrato ed al Vescovo di Torino, finché nel 1306 prestarono fedeltà a Filippo Acaia. Nel 1356, venuto meno il potere degli Acaia, i visconti giurarono fedeltà ai Conti di Savoia.

Intorno al 1450, mancando la discendenza maschile, titolo e terre passarono per matrimonio alla ricca famiglia Arcour, le cui proprietà in Fiano e Altessano ingrandirono ulteriormente il patrimonio familiare.

### Castelli

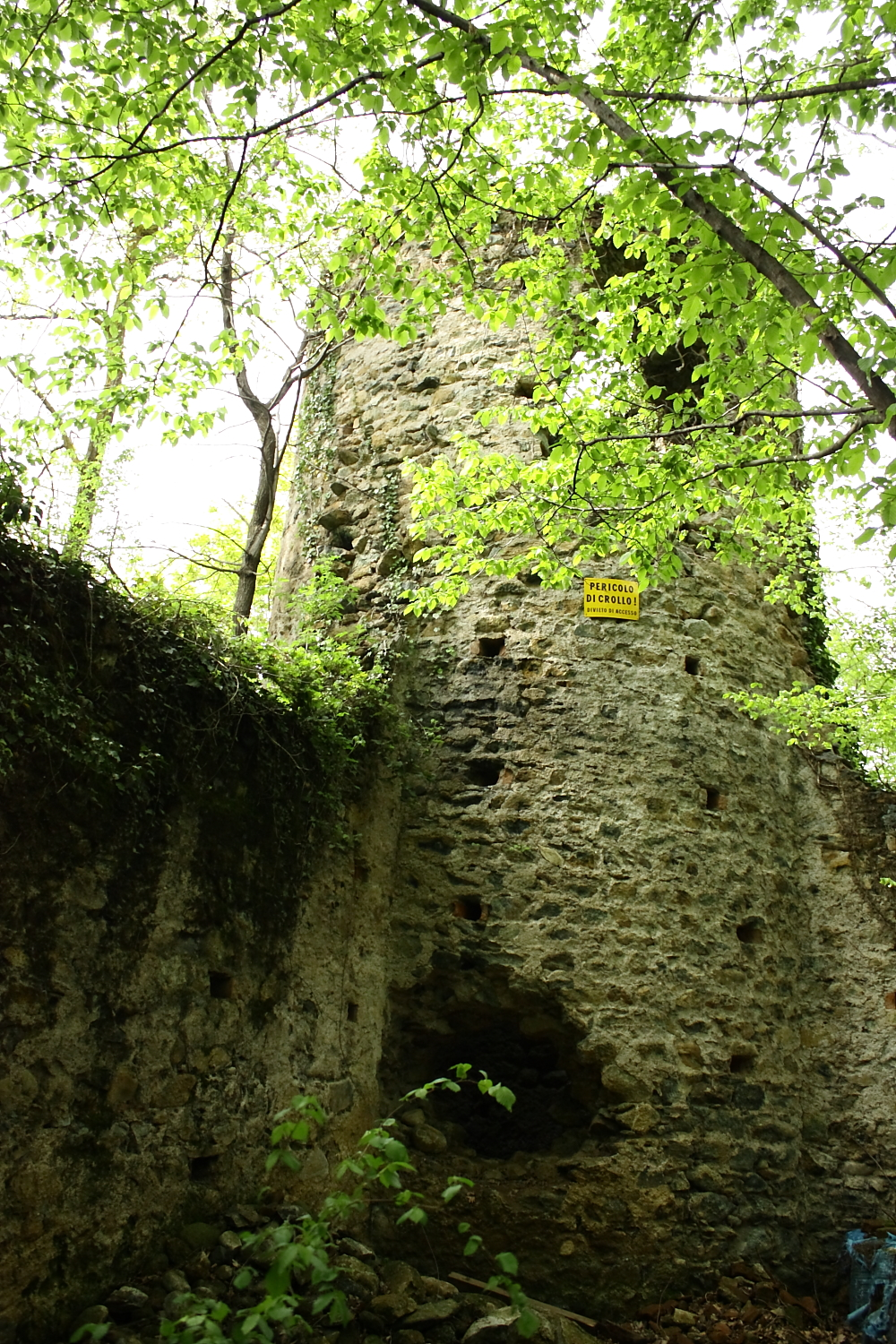
La torre principale della Rocca Provana (La Cassa)

Oltre al già citato castello di Baratonia, due importanti complessi fortificati di proprietà della famiglia furono il castello di Givoletto, demolito dall'esercito francese nel 1554, e la Torassa di La Cassa (anche detta Rocca Provana dal nome dei successivi proprietari dell'edificio).